# Peredo dos Castelhanos
Peredo dos Castelhanos is een plaats (freguesia) in de Portugese gemeente Torre de Moncorvo en telt 148 inwoners (2001).